# Mary Montagu
Mary Montagu, de nombre y título completos Lady Mary Wortley Montagu (Nottingham; 26 de mayo de 1689 - ibid.; 21 de agosto de 1762), fue una aristócrata, escritora, pionera médica y viajera británica, autora de una famosa correspondencia. Además de sus escritos, Lady Mary es conocida por haber introducido y defendido la inoculación de la viruela en Gran Bretaña tras su regreso de Turquía. Sus escritos abordan y desafían las actitudes sociales contemporáneas que obstaculizan a las mujeres y su crecimiento intelectual y social.

## Biografía
Era la hija mayor de Evelyn Pierrepont, primer duque de Kingston-upon-Hull, que había sucedido a su hermano como quinto conde de Kingston-upon-Hull cuando Mary tenía un año de edad. Más tarde, su padre recibió los títulos de marqués de Dorchester y elevó a ducado su título original, siendo bautizado en Covent Garden. Su madre, que murió siendo ella aún niña, era hija de William Fielding, tercer conde de Denbigh.
Su padre estaba orgulloso de su belleza e ingenio, y a la edad de ocho años se dice que pronunció un brindis en el Kit-Kat Club. No prestó mucha atención a la educación de sus hijos, pero Lady Mary fue animada a emprender estudios autodidactas por Gilbert Burnet, obispo de Salisbury.
Mantuvo una estrecha amistad con Mary Astell, luchadora por los derechos de la mujer, y con Anne Wortley Montagu, nieta de Edward Montagu, I conde de Sandwich. Mantuvo con Anne una animada correspondencia. No obstante, las cartas de Anne solían ser copias de escritos de su hermano, Edward Wortley Montagu; y tras la muerte de Anne en 1709 la correspondencia entre Edward y Lady Mary continuó sin intermediarios. El padre de Lady Mary, ahora marqués de Dorchester, rechazó convertir a Wortley Montagu en su yerno, al negarse a vincular sus bienes a un posible heredero. Se rompieron las negociaciones  y cuando Lord Dorchester insistió en otro matrimonio para su hija, Edward y Mary se fugaron (1712). Los primeros años de matrimonio de Lady Mary Wortley Montagu pasaron en la vida retirada en el campo. Su marido era miembro del Parlamento inglés por Westminster desde 1715, y poco después fue nombrado Lord Commissioner del Tesoro. Cuando Lady Mary se reunió con él en Londres, pronto su ingenio y belleza la convirtieron en una destacada figura de la corte.
Enseguida (1716) Wortley Montagu fue nombrado embajador ante la Sublime Puerta (Imperio Turco). Lady Mary le acompañó en su viaje, en el que tuvieron oportunidad de pasar por Viena y Adrianópolis antes de llegar a la propia Constantinopla. La embajada fue breve, y fue llamado de vuelta en 1717, pero el matrimonio permaneció en aquella ciudad hasta 1718. La historia de este viaje y sus observaciones de la vida en Oriente se cuentan en las Cartas de la Embajada Turca (Turkish Embassy Letters), una serie de cartas vivaces y llenas de descripciones gráficas; se suelen considerar como inspiración de las siguientes viajeras/escritoras y también de buena parte de la producción artística que se engloba en el concepto de orientalismo. 
Del Imperio otomano, Lady Mary (que en su propia piel mostraba las cicatrices de la viruela, y había visto morir a su hermano por ella) trajo a su vuelta a Inglaterra la práctica de la variolización como profilaxis contra la enfermedad. Hizo inocular a sus propios hijos, y se enfrentó a los poderosos prejuicios que había contra tal práctica; de modo que fue precursora de la vacunación, que de modo científico pondría en marcha en 1796 Edward Jenner. Antes de salir hacia Oriente había conocido a Alexander Pope y durante su ausencia, él le escribió una serie de cartas extravagantes, que fueron esencialmente ejercicios de erótica epistolar sin contenido real.
Muy pocas cartas se intercambiaron entre ellos tras la vuelta de Lady Mary, y se han sugerido varias razones para el subsiguiente extrañamiento y violenta discusión. La última de las cartas durante la embajada a Constantinopla se dirige a Pope y su contenido parece haberse escrito en Dover el 1 de noviembre de 1718. Contiene una parodia del Epitaph on the Lovers struck by Lightning de Pope (Epitafio sobre los amantes golpeados por el relámpago).
La colección manuscrita de estas cartas fue divulgada entre un círculo considerable de lectores, y Pope pudo haberse sentido ofendido por tal circulación de la sátira de la que era objeto. También se ha atribuido el hecho a celos de su amistad con Lord John Hervey, pero Lady Louisa Stuart indicaba que Pope había hecho a Lady Mary una declaración de amor, que esta había recibido con un estallido de risa. En cualquier caso, Lady Mary siempre reclamó su inocencia de cualquier clase de ofensa pública. Es aludida en Dunciad («Duncíada» o «Tonteríada») en un pasaje en el que Pope se esmera en una de sus notas insultantes. Se piensa que A Pop upon Pope es obra de Mary Montagu, y Pope pensó que también ella fue uno de los autores de One Epistle to Mr A. Pope («Una epístola al Sr. A. Pope», 1730).
Pope la atacó una y otra vez, pero con especial violencia en un pareado de grueso lenguaje en su imitación de la Primera Sátira del Segundo Libro de Horacio, en la que aparece Lady Mary en la figura de Safo. Esta solicitó a una tercera persona que se quejara ante él, y recibió la obvia respuesta de que Pope no podía haber previsto que ella o cualquier otra persona se considerarían aludidas con semejante insulto aplicado a sí misma. Verses addressed to an Imitator of Horace by a Lady («Versos dirigidos a un imitador de Horacio», por una dama, 1733), una réplica difamatoria a estos ataques, se atribuye generalmente al trabajo conjunto de Lady Mary y su aliado declarado, Lord Hervey. Mary mantuvo una correspondencia romántica con un francés llamado Rémond, quien le dirigió una serie de cartas excesivamente galantes antes de haberla siquiera visto. Ella invirtió una suma de dinero para él, siguiendo su consejo y a riesgo de este, según quedó expresamente dispuesto, en la South Sea Bubble, una «burbuja» financiera que hizo caer la inversión a la mitad de su valor. El francés intentó recuperar la suma original como deuda, bajo amenaza de mostrar la correspondencia a su marido. Lady Mary pareció alarmarse realmente, no tanto por la imputación de galantería, sino por la posibilidad de que su marido descubriera el alcance de sus propias especulaciones monetarias. A esto parece referirse la segunda mitad de la frase de Pope «Who starves a sister, or forswears a debt» (Epilogue to the Satires, 113; «Quien se priva de una hermana, o renuncia a una deuda», Epílogo a las Sátiras), mientras que la primera acusación está desprovista de fundamento. De hecho, ella intentó rescatar a su hermana favorita, la condesa de Mar, que estaba mentalmente desquiciada, de la custodia de su cuñado, Lord Grange, quien trataba a su propia mujer con notoria crueldad y la calumniaba.
En 1739 Lady Mary dejó a su marido y continuó con su propia vida, y aunque siguieron escribiéndose afectuosamente, nunca más se encontraron. En 1740 visitó a Horace Walpole en Florencia, quien abrigaba hacia ella un gran rencor, y exageraba sus excentricidades en una confusa mezcla (véanse sus «Cartas», Letters, ed. Cunningham, i. 59). Lady Mary fue cambiando de lugar de residencia: Aviñón, Brescia, Lovere (Lago Iseo). Estaba desfigurada por una dolorosa enfermedad de la piel, y sus sufrimientos eran tan agudos que temía la posibilidad de caer en la locura. Sufrió una aguda crisis mientras visitaba a la condesa Palazzo y a sus hijos, y quizá su condición mental hizo necesaria la disminución del ritmo de su vida social. Con una edad de sesenta y tres años, la escandalosa interpretación que de este hecho hace Horace Walpole puede descartarse con seguridad.
Su marido acumuló dinero durante sus últimos años, y se decía que a su muerte (1761) había reunido una suma millonaria. Su extrema tacañería es satirizada en las antes citadas Imitations of Horace de Pope (segunda sátira del segundo libro), en el retrato de Avidieu y su mujer. Su hija Mary, Condesa de Bute, cuyo marido era por entonces primer ministro, le rogó que volviese a Inglaterra. Lady Mary llegó a Londres para morir el mismo año de su regreso, el 21 de agosto de 1762. Su hijo Edward Wortley Montagu, fue también un escritor y viajero.

## Importancia de su obra
No se publicaron ediciones académicas de sus obras hasta finales del siglo XX.
Se la menciona en la novela de Doctor Who Only Human por Gareth Roberts como ejemplo de por qué el matrimonio por amor está «sobrevalorado».
En 2003, Jennifer Lee Carrell publicó The Speckled Monster: A Historical Tale of Battling Smallpox, que cuenta la lucha de Lady Mary para introducir la inoculación de la vacuna contra la viruela en Londres, a partir de sus diarios y correspondencia personal.
Lady Mary evitó la publicación, en parte para evitar ataques personales que hubieran seguido inevitablemente, y la mayor parte de su obra no ha sobrevivido. Su estatus actual como autora e icono feminista se debe en gran medida a su renovada asociación literaria con el movimiento feminista. No obstante, su vida y obra desafían cualquier categorización.
En 1901, sus cartas fueron editadas y publicadas como The Best Letters of Mary Wortley Montagu por Octave Thanet.

## Obra

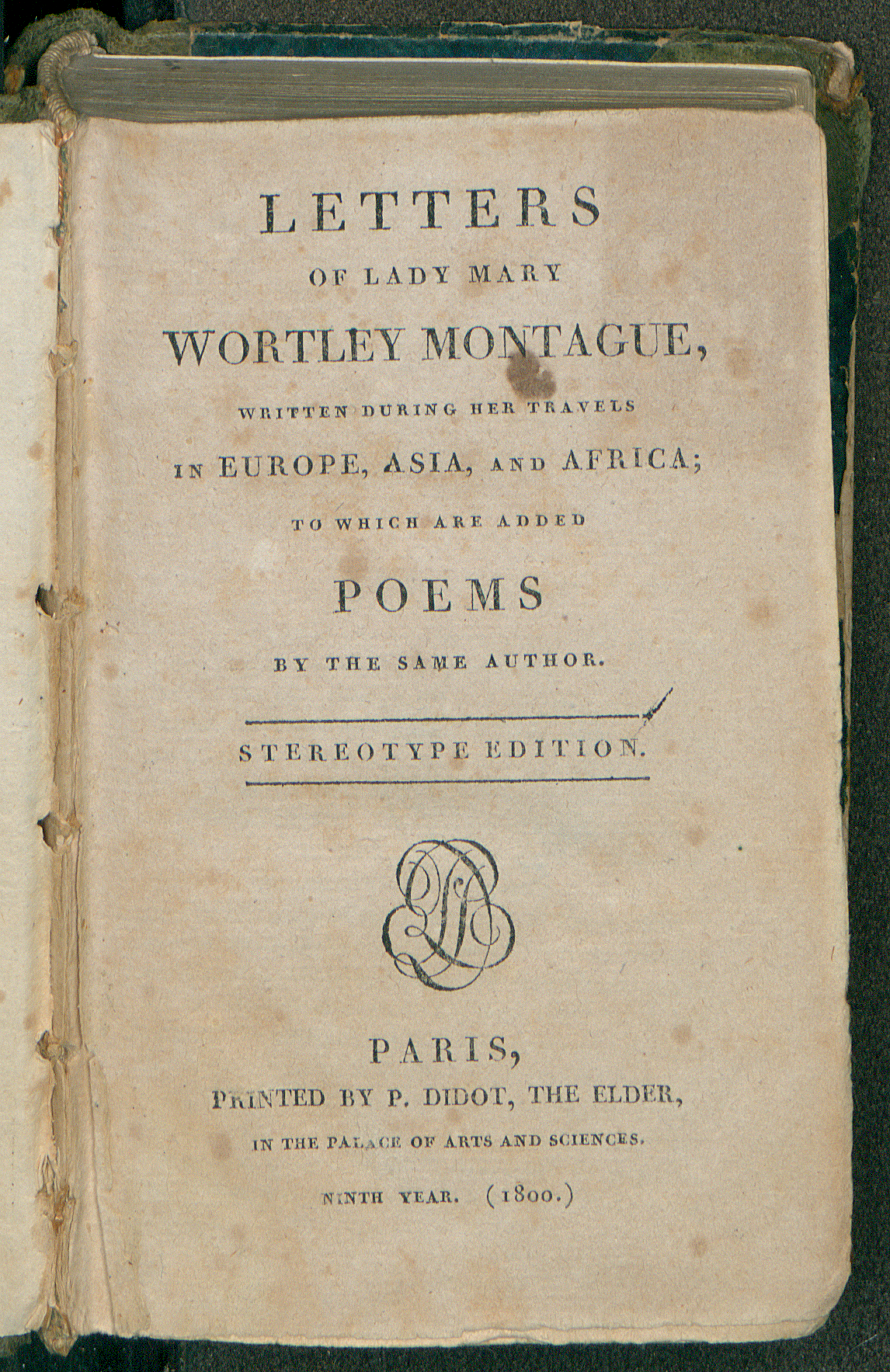
Letters of Lady Mary Wortley Montague, 1800

- The complete letters of Lady Mary Wortley Montagu, 3 vol.s, editado por Robert Halsband, Oxford: Clarendon Press, 1965-67.
- Romance Writings, editado por Isobel Grundy, Oxford: Clarendon Press, 1996.
- Essays and Poems and Simplicity, a Comedy, edited by Isobel Grundy, Oxford: Clarendon Press, 1977, revised 2nd 1993.

En España se ha publicado Cartas desde Estambul, La Línea del Horizonte Ediciones. Madrid, 2017. ISBN 84-15958-59-8